# Микели, Пьер Антонио
Пьер Антонио Микели (итал. Pier Antonio Micheli; 1679—1737) — итальянский ботаник и миколог, «отец криптогамии».

## Биография
Пьер Антонио Микели родился во Флоренции 11 декабря 1679 года в семье Пьера Франческо ди Паоло и Марии ди Пьеро Сильвестри. В 1694 году, в возрасте 14 лет, Микели стал работать в книжном магазине О. Ф. Буонайути, где он мог читать ботаническую литературу. Микели познакомился с В. Фалуджи, валломброзским аббатом, затем сам переехал в Валломброзу. Там он познакомился с микологами Б. Бьяджи и Б. Тоцци (1656—1743). Л. Магалотти представил Микели Козимо III, с 1703 по 1710 Микели активно путешествовал при поддержке великого герцога. В 1706 году он был назначен директором Флорентийского ботанического сада и профессором Пизанского университета. В 1716 году Пьер основал Флорентийское ботаническое общество. С 1726 по 1734 Микели продолжал путешествовать при поддержке герцога Джана Гастоне. В 1729 году Микели издал книгу Nova plantarum genera — одну из важнейших работ для микологии. В этой работе Микели описал 1900 видов растений и грибов. Также в ней впервые описаны такие роды как Polyporus, Mucor, Aspergillus, Botrytis, Clathrus. Микели — первый учёный, заметивший, что органами размножения грибов являются споры. В 1736 году Пьер Микели совершил поездку на гору Бальдо, после чего у него начался плеврит. 1 или 2 января 1737 года он скончался.
Большая часть образцов, собранных Микели, находится в гербарии Флорентийского университета в Музее естественной истории во Флоренции (FI). Кроме образцов Микели в этом гербарии также хранятся образцы Иоганнеса Шойхцера (1684—1738), Джеймса Петивера (1658—1718) и Уильяма Шерарда (1659—1728).

## Некоторые научные работы
- Micheli, P.A. (1723). Relazione dell’erba Orobanche. 47 p.
- Micheli, P.A. (1729). Nova plantarum genera. 234 p., 108 pl.
- Micheli, P.A. (1748). Catalogus plantarum horti caesarei florentini. 185 p., 7 pl.

## Роды, названные в честь П. А. Микели
- Michelia L., 1753 [syn.  Magnolia Plum. ex L., 1753]
- Michelia Adans., 1763, nom. illeg. [syn.  Pontederia L., 1753]
- Michelia Kuntze, 1891, nom. illeg. [syn.  Barringtonia J.R.Forst. & G.Forst., 1775]
- Micheliopsis H.Keng, 1955 [syn.  Magnolia Plum. ex L., 1753][1]